# Rosalie Abella
Rosalie Silberman Abella (n. 1 iulie 1946 la Stuttgart) este un jurist canadian.
În 2004 a fost numită membru al Curții Supreme de Justiție din Canada, fiind prima femeie de etnie ebraică într-o astfel de funcție. n 2007, Rosalie Abella a fost aleasă membru străin de onoare al Academiei Americane de Științe și Arte.
Este membră a Royal Society of Canada.
Soțul ei, Irving Abella, este scriitor, specialist în istoria evreilor din Canada.
1. ↑  International Standard Name Identifier
2. 1 2   https://www.scc-csc.ca/judges-juges/bio-eng.aspx?id=rosalie-silberman-abella, accesat în 24 septembrie 2021 Lipsește sau este vid: |title= (ajutor)
3. ↑  Justice Rosalie Abella first Canadian woman to receive honorary Yale degree (în engleză), Toronto Star, 23 mai 2016
4. ↑  How Justice Rosalie Abella made Yale law grads cry on the happiest day of their lives (în engleză), Canadian Broadcasting Corporation[*], 27 mai 2016, accesat în 24 septembrie 2021
5. ↑  IdRef, accesat în 2 mai 2020
6. 1 2 3  Canadian Who's Who[*], 1991, p. 3 Verificați valoarea |titlelink= (ajutor)
7. ↑   https://gruber.yale.edu/justice/2003/rosalie-silberman-abella, accesat în 24 septembrie 2021 Lipsește sau este vid: |title= (ajutor)
8. ↑  rsc-src.ca
9. ↑   https://www.amacad.org/person/rosalie-silberman-abella, accesat în 24 septembrie 2021 Lipsește sau este vid: |title= (ajutor)
10. ↑   https://www.ulaval.ca/notre-universite/prix-et-distinctions/doctorats-honoris-causa?tid=34 Lipsește sau este vid: |title= (ajutor)
11. ↑   https://www.concordia.ca/offices/archives/honorary-degree-recipients/1991/06/rosalie-silberman-abella.html, accesat în 24 septembrie 2021 Lipsește sau este vid: |title= (ajutor)
12. ↑   https://www.bundespraesident.de/SharedDocs/Berichte/Bekanntgabe-Ordensverleihung/2008-Verleihungen.html, accesat în 2 octombrie 2020 Lipsește sau este vid: |title= (ajutor)